# Stervormige veelhoek

stervormige veelhoek met
de kern

Een stervormige veelhoek, niet te verwarren met een sterveelhoek, is een veelhoekige regio in het vlak, die een stervormige verzameling is, dat wil zeggen dat een veelhoek P stervormig is, wanneer er een punt z bestaat, zodanig dat voor elk punt p van P het lijnstuk zp in zijn geheel binnen veelhoek P ligt.

## Kern
De verzameling van alle punten z met de beschreven eigenschap is de kern van P. De kern valt in een convexe veelhoek samen met de gehele veelhoek.
Iedere zijde van een veelhoek definieert een inwendig halfvlak, informeel gedefinieerd als een halfvlak, dat inwendige punten van het veelvlak in de nabijheid van de zijde in kwestie bevat. De kern van een veelvlak is de doorsnede van al haar inwendige halfvlakken. De doorsnede van N willekeurige halfvlakken kan gebruikmakend van het verdeel-en-heers-algoritme in Θ(N log N) tijd worden gevonden. Lee and Preparata presenteerden een algoritme om de doorsnede van de inwendige halfvlakken in optimale Θ(N) tijd te construeren.
Een stervormig veelvlak en de daarbij behorende kern laten zich op dezelfde manier definiëren. 

## Gebruik
Stervormige veelhoeken zijn van belang in de algoritmische meetkunde en toepassingen daarvan, zoals bewegingsplanning, dit vanwege de relatie tussen stervormige veelhoeken en de notie van zichtbaarheid: een stervormige veelhoek kan informeel worden gedefinieerd als de veelhoek, waarvan het gehele inwendige vanuit een enkel punt zichtbaar is, als we er ten minste van uitgaan dat de grens van de veelhoek niet transparant is.
1. 1 2  (en)  FP Preparata en MI Shamos. Computational Geometry - An Introduction, 1985 ISBN 0-387-96131-3, 2e druk 1988  ISBN 3-540-96131-3 
 (ru)  vertaald uit het Russisch, 1989: ISBN 5-03-001041-6
2. ↑  (en)  DT Lee en FP Preparata voor Journal of the ACM. An Optimal Algorithm for Finding the Kernel of a Polygon, 1979. v 26, i 3, pp. 415 - 421